# Campeonato Europeo de Boxeo Aficionado Femenino
El Campeonato Europeo de Boxeo Aficionado Femenino es la máxima competición continental de boxeo aficionado para mujeres en Europa. Se efectúa desde 2001 y es organizado por la Confederación Europea de Boxeo (EUBC).
Las categorías en las que se compite por el título europeo son doce:
- peso minimosca (48kg), mosca ligero (50kg), mosca (52kg), gallo (54kg) pluma (57kg), ligero (60kg), wélter ligero (63kg), wélter (66kg), medio ligero (70), medio (75kg), semipesado (81kg) y pesado (+81 kg).

## Ediciones
| Núm  | Año  | Sede                 | País         |
| ---- | ---- | -------------------- | ------------ |
| I    | 2001 | Saint-Amand-les-Eaux | Francia      |
| II   | 2003 | Pécs                 | Hungría      |
| III  | 2004 | Riccione             | Italia       |
| IV   | 2005 | Tønsberg             | Noruega      |
| V    | 2006 | Varsovia             | Polonia      |
| VI   | 2007 | Vejle                | Dinamarca    |
| VII  | 2009 | Mykolaiv             | Ucrania      |
| VIII | 2011 | Róterdam             | Países Bajos |
| IX   | 2014 | Bucarest             | Rumania      |
| X    | 2016 | Sofía                | Bulgaria     |
| XI   | 2018 | Sofía                | Bulgaria     |
| XII  | 2019 | Alcobendas           | España       |
| XIII | 2022 | Budva                | Montenegro   |